# Annette Grothová
Annette Grothová (*16. května 1954, Gadderbaum (dnešní Bielefeld)) je německá levicová politička z Bádenska-Württemberska. Od voleb v roce 2009 je poslankyní spolkového sněmu za stranu Levice, jejíž členkou je od roku 2007.
V letech 1974-1979 vystudovala Svobodnou univerzitu Berlín v oboru sociologie.
V letech 1992 až 1997 pracovala v úřadu Vysokého komisaře Organizace spojených národů pro uprchlíky.
V roce 2010 byla na palubě konvoje do pásma Gazy napadeného Izraelem.